# Erio Sughi
Erio Sughi (Forlì, 12 giugno 1936 – 2011) è stato un poeta e traduttore italiano.

## Biografia
Erio Sughi nasce a Forlì il 12 giugno 1936, si laurea in Lingue e Letterature Moderne presso l’Università di Bologna e comincia a lavorare come insegnante nelle scuole superiori della sua città. Traduce alcune opere di Hanns Cibulka, Irving Stettner e Bartus Bartolomes, pubblica diverse raccolte di poesie: Un’ombra di niente (1996), Puro accadere (1997), Punto Morto (1999), Nel respiro del silenzio (2004) con il quale vince il premio nazionale di poesia “Aldo Spallicci”, Gens mea (2005) e Il flauto di ghiaccio (2007).
Alla sua morte, parte della sua collezione personale di libri e riviste è stata donata alla Biblioteca Centrale Roberto Ruffilli dell’Università di Bologna, Campus di Forlì.